# Férfi 4 × 100 méteres gyorsváltó a 2009-es úszó-világbajnokságon
A férfi 4 × 100 méteres gyorsváltó versenyt a 2009-es úszó-világbajnokságon július 26-án rendezték meg. Egy nap volt a selejtező és a döntő.

## Érmesek
| Arany | Ezüst | Bronz |
| Egyesült Államok · Michael Phelps · Ryan Lochte · Matt Grevers · Nathan Adrian · Garrett Weber-Gale* · Ricky Berens* · Cullen Jones* | Oroszország · Jevgenyij Lagunov · Andrej Grecsin · Danyila Izotov · Alekszandr Szuhorukov · Nyikita Konovalov* | Franciaország · Fabien Gilot · Alain Bernard · Grégory Mallet · Frédérick Bousquet · Amaury Leveaux* · William Meynard* |

* Csak a selejtezőkben úsztak, de kaptak érmet.

## Rekordok
|                    | Név                                                                                        | Nemzetiség                | Idő     | Helyszín  | Dátum               |
| ------------------ | ------------------------------------------------------------------------------------------ | ------------------------- | ------- | --------- | ------------------- |
| Világcsúcs         | Michael Phelps (47.51) Garrett Weber-Gale (47.02) Cullen Jones (47.65) Jason Lezak (46.06) | Amerikai Egyesült Államok | 3:08.24 | Peking    | 2008. augusztus 11. |
| Világbajnoki csúcs | Michael Phelps (48.42) Neil Walker (48.31) Cullen Jones (48.67) Jason Lezak (47.32)        | Amerikai Egyesült Államok | 3:12.72 | Melbourne | 2007. március 25.   |

## Eredmények

### Selejtező
| Helyezés | Selejtező | Pálya | Nemzetiség | Úszók | Idő     | Megj.  |
| -------- | --------- | ----- | ---------- | --- | ------- | ------ |
| 1        | 5         | 6     | BRA        | César Cielo Filho (47.39) CR, AM Nicolas Oliveira (47.51) Guiherme Santos (48.15) Fernando Silva (48.21)                                  | 3:11.26 | CR, SA |
| 2        | 4         | 4     | FRA        | Amaury Leveaux (48.37) Grégory Mallet (47.78) William Meynard (48.11) Fabien Gilot (47.12)                                                | 3:11.38 |        |
| 3        | 4         | 3     | GBR        | Adam Brown (49.01) Simon Burnett (47.57) Liam Tancock (47.74) Ross Davenport (47.30)                                                      | 3:11.62 | NR     |
| 4        | 5         | 4     | USA        | Garrett Weber-Gale (48.30) Matt Grevers (47.55) Ricky Berens (48.19) Cullen Jones (47.60)                                                 | 3:11.64 |        |
| 5        | 5         | 5     | ITA        | Francesco Donin (48.79) Alessandro Calvi (47.88) Marco Orsi (47.89) Christian Galenda (47.20)                                             | 3:11.76 |        |
| 6        | 5         | 3     | RSA        | Lyndon Ferns (47.94) AF Darian Townsend (48.02) Roland Schoeman (48.54) Graeme Moore (47.58)                                              | 3:12.08 | AF     |
| 7        | 3         | 4     | AUS        | Matthew Abood (48.35) Andrew Lauterstein (48.32) Tommaso D’Orsogna (47.84) Matt Targett (48.07)                                           | 3:12.58 |        |
| 8        | 3         | 3     | RUS        | Jevgenyij Lagunov (48.48) Danyila Izotov (48.21) Nyikita Konovalov (48.46) Alekszandr Szuhorukov (47.63)                                  | 3:12.78 | NR     |
| 9        | 3         | 5     | CAN        | Brent Hayden (47.77) Joel Greenshields (48.36) Colin Russell (48.11) Stefan Hirniak (48.72)                                               | 3:12.96 |        |
| 10       | 4         | 5     | SWE        | Stefan Nystrand (47.52) NR Lars Frölander (48.12) Simon Sjödin (48.62) Petter Stymne (49.12)                                              | 3:13.38 |        |
| 11       | 4         | 2     | JPN        | Takuro Fujii (48.87) Rammaru Harada (49.37) Yoshihiro Okumura (47.93) Makoto Ito (49.46)                                                  | 3:15.63 | AS     |
| 12       | 5         | 2     | SUI        | Dominik Meichtry (49.02) Flori Lang (48.15) Gregory Widmer (48.63) Aurelien Kunzi (50.33)                                                 | 3:16.13 | NR     |
| 13       | 4         | 6     | POL        | Konrad Czerniak (48.61) Marcin Tarczynski (48.95) Lukasz Gasior (48.80) Mateusz Stawinski (49.99)                                         | 3:16.35 |        |
| 14       | 4         | 8     | LTU        | Vytautas Janušaitis (49.50) Paulius Viktoravicius (48.01) Mindaugas Sadauskas (48.90) Mindaugas Margis (50.06)                            | 3:16.47 |        |
| 15       | 3         | 6     | CHN        | Chen Zuo (49.70) Lü Cse-vu (Lü Zhiwu) (49.04) Shi Tengfei (49.27) Cai Li (49.07)                                                          | 3:17.08 |        |
| 16       | 3         | 2     | VEN        | Crox Acuna (49.95) Octavio Alesi (49.69) Roberto Gómez (48.84) Albert Subirats (49.31)                                                    | 3:17.79 | NR     |
| 17       | 2         | 1     | BEL        | Pholien Systermans (50.19) Yoris Grandjean (49.12) Pierre Yves Romanini (49.43) Glenn Surgeloose (49.23)                                  | 3:17.97 | NR     |
| 18       | 1         | 4     | CZE        | Michal Rubacek (49.46) Martin Verner (48.87) Jan Sefl (50.11) Květoslav Svoboda (50.23)                                                   | 3:18.67 | NR     |
| 19       | 3         | 0     | IRL        | Barry Murphy (49.98) NR Ryan Harrison (50.87) Conor Leaney (49.51) Karl Burdis (51.41)                                                    | 3:21.77 | NR     |
| 20       | 5         | 7     | KAZ        | Stanislav Kuzmin (50.69) Alexandr Sklyar (50.13) Oleg Rabota (51.34) Artur Dilman (50.79)                                                 | 3:22.95 |        |
| 21       | 4         | 1     | UZB        | Daniil Tulupov (50.89) Danil Bugakov (50.10) Dmitriy Shvetsov (51.36) Petr Romashkin (51.20)                                              | 3:23.55 |        |
| 22       | 5         | 0     | IRI        | Emin Noshadi (52.23) Pasha Vahdati Rad (51.37) Saeid Malekae Ashtiani (51.69) Mohammad Bidaryan (51.09)                                   | 3:26.38 |        |
| 23       | 3         | 7     | BAR        | Shawn Clarke (50.40) NR Martyn Forde (51.85) Terrence Haynes (50.67) Vaughn Forsythe (54.23)                                              | 3:27.15 | NR     |
| 24       | 5         | 1     | PHI        | Miguel Molina (51.84) Kendrick Uy (53.29) Charles William Walker (51.35) Daniel Coakley (51.53)                                           | 3:28.01 |        |
| 25       | 5         | 8     | SIN        | Lim Clement (52.35) Lim Wen Hao Joshua (51.16) Tan Xue Wei Nicholas (52.21) Su Shirong Jeffrey (52.40)                                    | 3:28.12 |        |
| 26       | 3         | 8     | IND        | Arjun Jayaprakash (55.25) Rehan Poncha (55.71) Virdhawal Khade (50.78) Ashwin Menon (53.50)                                               | 3:35.24 |        |
| 27       | 3         | 1     | KUW        | Mohammed Madouh (52.58) Humoud Alhumoud (54.62) Abdulrahman Albader (54.12) Marzouq Alsalem (54.29)                                       | 3:35.61 |        |
| 28       | 4         | 0     | UAE        | Obaid Al Jesmi (53.54) Mubarak Al Besher (56.03) Saeed Al Jesmi (54.84) Mohammed Al Ghaferi (53.54)                                       | 3:37.95 |        |
| 29       | 4         | 9     | SEN        | Papa Madiop Ndong (55.79) Matar Samb (54.82) Abdoul Khadre Mbaye Niane (54.84) Malick Fall (52.87)                                        | 3:38.32 |        |
| 30       | 2         | 7     | NGR        | Samson Focados Opuakpo (54.06) Eric Williams (56.55) Pepelate Gbagi (55.73) Yellow Yeiyah (55.05)                                         | 3:41.39 |        |
| 31       | 2         | 4     | ARM        | Sergey Pevnev (58.67) Andranik Harutyunyan (53.50) Khachik Plavchyan (58.48) Mikayel Koloyan (51.17)                                      | 3:41.82 |        |
| 32       | 2         | 3     | ALB        | Endi Babi (54.87) Mario Sulkja (58.16) Eduart Cane (56.48) Sidni Hoxha (52.62)                                                            | 3:42.13 |        |
| 33       | 1         | 5     | MLT        | Neil Agius (55.41) Edward Caruana Dingli (54.90) Andrea Agius (56.05) Mark Sammut (56.33)                                                 | 3:42.69 |        |
| 34       | 3         | 9     | MAC        | Lao Kuan Fong (54.26) Antonio Tong (55.86) Wong Wing Cheung Victor (54.93) Chong Cheok Kuan (58.24)                                       | 3:43.29 |        |
| 35       | 2         | 5     | MUS        | Ronny Ashley Vencatachellum (56.24) Mathieu Gilles Marquet (57.41) Jean Pascal Hughes Gregoire (54.96) Jean Marie Emmanuel Froget (56.47) | 3:45.08 |        |
| 36       | 1         | 3     | MOZ        | Leonel Matonse (55.50) Ivo Chilaule (55.62) Gerusio Matonse (58.30) Patricio Vera (56.00)                                                 | 3:45.42 |        |
| 37       | 2         | 6     | PNG        | Ryan Pini (50.13) Daniel Kevin Pryke (56.59) Ian Bond Wolongkatop Nakmai (1:02.57) Peter Popahun Pokawin (56.48)                          | 3:45.77 |        |
| 38       | 2         | 2     | NMI        | Eli Ebenezer Wong (56.03) Cooper Graf (1:01.94) Shin Kimura (1:03.72) Kailan Staal (56.14)                                                | 3:57.83 |        |
| –        | 2         | 8     | CRO        | | DNS     |        |
| –        | 5         | 9     | KSA        | | DNS     |        |
| –        | 4         | 7     | COL        | | DQ      |        |

### Döntő
| Helyezés  | Pálya | Nemzetiség | Úszók | Idő     | Megj. |
| --------- | ----- | ---------- | --- | ------- | ----- |
| Aranyérem | 6     | USA        | Michael Phelps (47.78) Ryan Lochte (47.03) Matt Grevers (47.61) Nathan Adrian (46.79)                    | 3:09.21 | CR    |
| Ezüstérem | 8     | RUS        | Jevgenyij Lagunov (47.90) Andrej Grecsin (47.00) Danyila Izotov (47.23) Alekszandr Szuhorukov (47.39)    | 3:09.52 | NR    |
| Bronzérem | 5     | FRA        | Fabien Gilot (47.73) Alain Bernard (46.46) Grégory Mallet (48.28) Frédérick Bousquet (47.42)             | 3:09.89 |       |
| 4         | 4     | BRA        | César Cielo Filho (47.09) CR, AM Nicolas Oliveira (47.39) Guiherme Santos (48.15) Fernando Silva (48.17) | 3:10.80 | SA    |
| 5         | 2     | ITA        | Alessandro Calvi (49.03) Christian Galenda (47.60) Marco Orsi (47.91) Filippo Magnini (47.39)            | 3:11.93 |       |
| 5         | 7     | RSA        | Lyndon Ferns (48.32) Graeme Moore (48.05) Darian Townsend (48.05) Roland Schoeman (47.51)                | 3:11.93 | AF    |
| 7         | 3     | GBR        | Adam Brown (48.66) Simon Burnett (47.50) Liam Tancock (47.81) Ross Davenport (48.12)                     | 3:12.09 |       |
| 8         | 1     | AUS        | Matthew Abood (48.79) Matt Targett (47.49) Andrew Lauterstein (48.41) Tommaso D’Orsogna (47.71)          | 3:12.40 |       |